# Attentatsversuche auf Fidel Castro

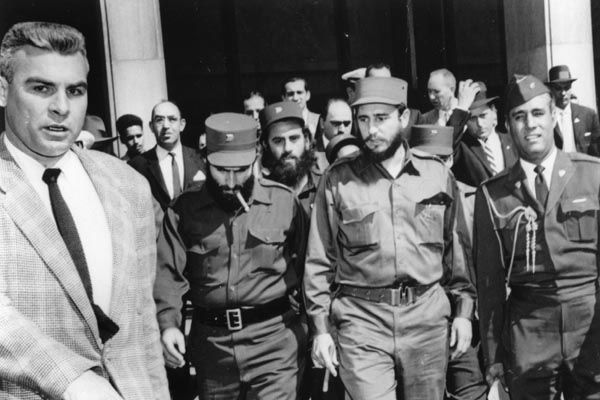
Fidel Castro bei einem Besuch in Washington, D.C. (1959)

Die Central Intelligence Agency (CIA) der Vereinigten Staaten unternahm zahlreiche erfolglose Attentatsversuche auf Fidel Castro. Es gab auch Versuche von Exilkubanern zur Ermordung des kubanischen Regierungschefs Castro, manchmal in Zusammenarbeit mit der CIA. Das Church-Komitee von 1975 sprach von acht nachgewiesenen CIA-Attentatsversuchen zwischen 1960 und 1965. Im Jahre 1976 erließ Präsident Gerald Ford eine Executive Order zum Verbot politischer Attentate. Im Jahr 2006 erklärte Fabián Escalante, ehemaliger Leiter der kubanischen Spionageabwehr, dass es 634 Attentatspläne oder -versuche gegeben habe. Das letzte bekannte Attentat auf Castro wurde im Jahr 2000 von Exilkubanern verübt. Fidel Castro starb 2016 im Alter von 90 Jahren eines natürlichen Todes.

## Hintergrund
Nach dem Zweiten Weltkrieg beteiligten sich die Vereinigten Staaten heimlich an internationalen politischen Attentaten auf ausländische Politiker. Dieses Programm stand im Widerspruch zur Charta der Vereinten Nationen und wurde von US-Beamten geleugnet. Am 5. März 1972 erklärte der CIA-Direktor Richard Helms, dass „keiner unserer Mitarbeiter derartige Aktivitäten oder Operationen unternimmt, unterstützt oder vorschlägt“. 1975 berief der US-Senat den Senatsausschuss zur Untersuchung der Regierungsgeschäfte in Bezug auf nachrichtendienstliche Aktivitäten unter dem Vorsitz des demokratischen Senators Frank Church aus Idaho ein. Der Church-Ausschuss stellte fest, dass die CIA und andere Agenturen bei der Entscheidungsfindung im Zusammenhang mit Attentaten eine Taktik der plausiblen Bestreitbarkeit anwandten, bei der untergeordnete CIA-Mitarbeiter durch Zurückhalten von Informationen höhere Beamte vor der Verantwortung bewahrten. Regierungsmitarbeiter verschafften sich durch die Verwendung von Euphemismen in der Kommunikation eine stillschweigende Zustimmung.

## Frühe Versuche
Laut CIA-Direktor Richard Helms übten Beamte der Kennedy-Regierung nach der kubanischen Revolution starken Druck auf die CIA aus, um „Castro loszuwerden“. Es gab fünf Phasen der Attentatsversuche, an deren Planung die CIA, das Verteidigungsministerium und das Außenministerium beteiligt waren: Vor August 1960, von August 1960 bis April 1961, von April 1961 bis Ende 1961, von Ende 1961 bis Ende 1962 und von Ende 1962 bis Ende 1963. Fidel Castro überlebte über 600 Attentatsversuche sowie Versuche, seine politische Karriere auf andere Weise zu beenden. Ein früher Versuch beruhte auf dem Wissen, dass er gerne tauchte. Die CIA beschloss, einen mit Tuberkulose-Bakterien infizierten Taucheranzug herzustellen, der Castro langsam und über einen langen Zeitraum hinweg töten sollte. Der infizierte Taucheranzug war nicht erfolgreich. Der Plan wurde verraten und Castro erfuhr von dem Versuch.
Dem Journalisten Jack Anderson zufolge war der erste direkte CIA-Versuch, Castro zu ermorden, Teil der Invasionsoperation in der Schweinebucht, doch wurden fünf weitere CIA-Teams entsandt, von denen das letzte Ende Februar oder Anfang März 1963 auf einem Dach in Schussweite von Castro festgenommen wurde. Der Rechtsanwalt Robert Maheu, der damals als CIA-Agent arbeitete, wurde als Teamleiter identifiziert, der John Roselli rekrutierte, einen Gangster mit Kontakten zur italienisch-amerikanischen Mafia und zur kubanischen Unterwelt. Die CIA beauftragte zwei Einsatzleiter, William King Harvey und James O’Connell, Roselli nach Miami zu begleiten, um die eigentlichen Teams zu rekrutieren.

## Rolle der Mafia

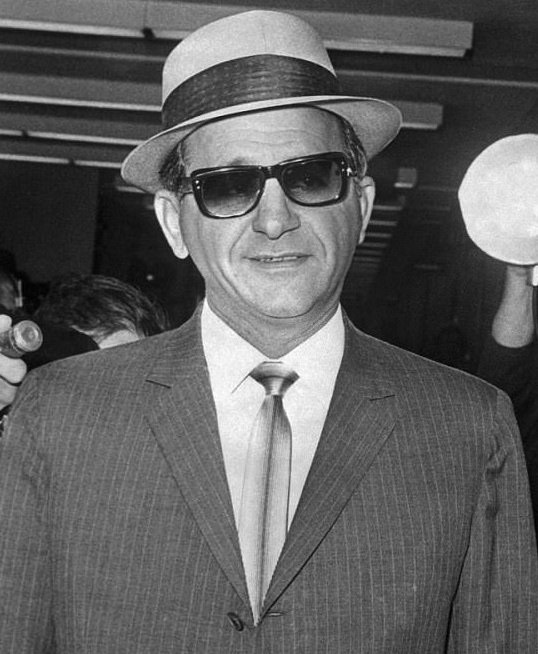
Sam Giancana

Laut den 2007 freigegebenen CIA-Dokumenten, den so genannten Familienjuwelen, waren an einem Attentatsversuch auf Fidel Castro vor der Invasion in der Schweinebucht die bekannten amerikanischen Mafiosi John Roselli, Sam Giancana und Santo Trafficante jr. beteiligt. Zumindest einige der CIA-Attentatsversuche auf Castro erhielten den CIA-Projektnamen ZRRIFLE.
Im September 1960 wurden Momo Salvatore Giancana, ein Nachfolger von Al Capone im Chicago Outfit, und der Anführer des Syndikats von Miami, Santo Trafficante, die damals beide auf der Liste der zehn meistgesuchten Personen des FBI standen, indirekt von der CIA wegen der Möglichkeit der Ermordung von Fidel Castro kontaktiert. Johnny Roselli, ein Mitglied des Las Vegas Syndikats, wurde benutzt, um Zugang zu den Mafiabossen zu erhalten. Der Mittelsmann der CIA war Robert Maheu von der Howard-Hughes-Organisation, der sich als Vertreter mehrerer internationaler Unternehmen in Kuba vorstellte, die von Castro enteignet worden waren. Die Mafia hatte vor der kommunistischen Revolution Prostitution und Glücksspiel auf Kuba beherrscht und war deshalb ein Feind des neuen Regimes. Am 14. September 1960 traf sich Maheu mit Roselli in einem Hotel in New York City und bot ihm 150.000 US-Dollar für die „Beseitigung“ Castros an. Bei dem Treffen war auch James O’Connell anwesend, der sich als Maheus Mitarbeiter ausgab, in Wirklichkeit aber Leiter der Abteilung für operative Unterstützung der CIA war. Aus den freigegebenen Dokumenten ging nicht hervor, ob Roselli, Giancana oder Trafficante eine Anzahlung für den Auftrag akzeptierten. Den CIA-Akten zufolge war es Giancana, der Giftpillen vorschlug, um Castros Essen oder Getränke zu vergiften. Diese Pillen, die von der CIA-Abteilung für technische Dienste hergestellt wurden, wurden an Giancanas Agenten namens Juan Orta übergeben. Giancana empfahl Orta als einen Beamten der kubanischen Regierung, der Zugang zu Castro hatte.
Angeblich verlangte Orta nach mehreren erfolglosen Versuchen, Castro das Gift ins Essen zu geben, plötzlich, aus der Mission entlassen zu werden, und übergab den Auftrag an einen anderen, nicht genannten Teilnehmer. Später unternahmen Giancana, Roselli und Trafficante einen zweiten Versuch mit Hilfe von Anthony Varona, dem Anführer der exilkubanischen Junta, der nach Aussage von Trafficante „unzufrieden mit den scheinbar unwirksamen Widerstand der Junta“ geworden war. Verona forderte 10.000 US-Dollar an Spesen und Kommunikationsausrüstung im Wert von 1.000 US-Dollar. Der zweite Attentatsversuch wurde jedoch offenbar vereitelt, als Castro nicht mehr das Restaurant aufsuchte, in dem sich die Botulinumtoxin-Giftpillen befanden, und wurde wegen des Beginns der Invasion in der Schweinebucht abgeblasen.
Laut Top-Secret-Abschriften, die 2021 freigegeben wurden, erzählte Scott Breckinridge in seiner Anhörung vor dem Church-Komitee 1975 den Senatoren, dass die CIA auch die Verwendung von Botulinumtoxin zum Verschnüren von Zigarren, die an Castro geliefert werden sollten, in Erwägung gezogen hatte, aber dieser Plan wurde nie umgesetzt.
Am 26. Oktober 2017, während der Präsidentschaft von Donald Trump, enthüllten freigegebene Dokumente, dass US-Generalstaatsanwalt Robert F. Kennedy zögerte, die Mafia für Attentatsversuche auf Castro zu rekrutieren, weil er gegen das organisierte Verbrechen vorging. Als Präsident Trump nach Attentatsversuchen gefragt wurde, die mit Putin in Russland in Verbindung gebracht wurden, antwortete er: „Glauben Sie, unser Land ist so unschuldig?“

## Spätere Versuche

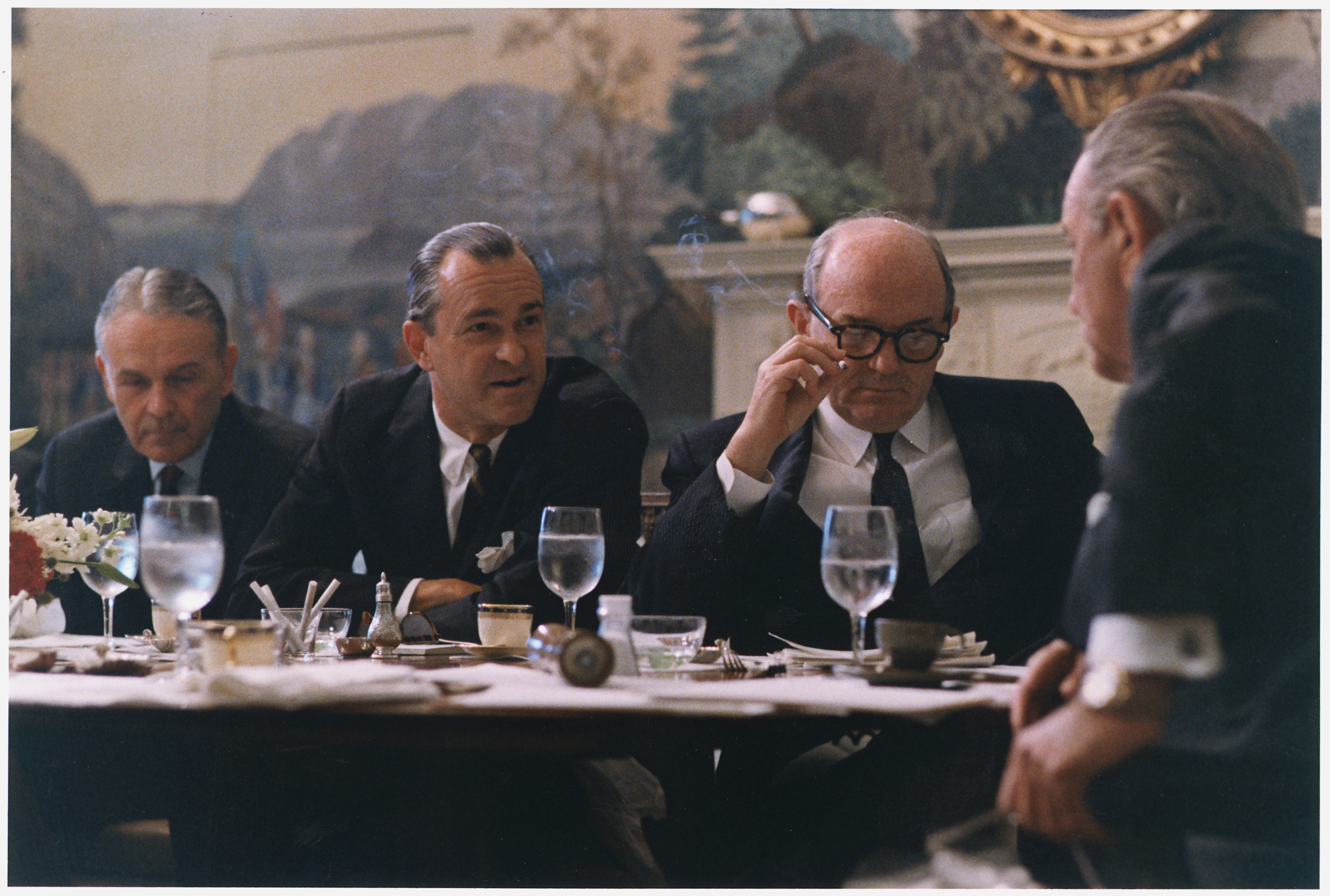
General Maxwell Taylor, CIA-Direktor Richard Helms, Außenminister Dean Rusk und Präsident Lyndon B. Johnson im Weißen Haus

Der Church-Ausschuss erklärte, er habe acht Versuche der CIA nachgewiesen, Fidel Castro in den Jahren 1960–1965 zu ermorden. Fabián Escalante, ein pensionierter Leiter der kubanischen Spionageabwehr, der mit dem Schutz Castros beauftragt war, schätzte die Zahl der Attentatspläne oder -versuche der Central Intelligence Agency auf 638, ein Projekt mit dem Codenamen Executive Action, und verteilte sie wie folgt auf die US-Regierungen: Dwight D. Eisenhower, 38; John F. Kennedy, 42; Lyndon B. Johnson, 72; Richard Nixon, 184; Jimmy Carter, 64; Ronald Reagan, 197; George H. W. Bush, 16; Bill Clinton, 21.
Einige von ihnen waren Teil des verdeckten CIA-Programms mit dem Namen Operation Mongoose, das auf den Sturz der kubanischen Regierung abzielte. Zu den Attentatsversuchen gehörten angeblich mit Botulinumtoxin vergiftete Zigarren und eine explodierende Zigarre (Castro liebte Zigarren und das Tauchen, hörte aber 1985 mit dem Rauchen auf), und weitere weniger extravagante Hinrichtungsversuche, um nur einige zu nennen. Es gab Pläne, Castro während seines Besuchs im Museum von Ernest Hemingway in Kuba in die Luft zu sprengen.
Einige der Komplotte wurden in einem Dokumentarfilm mit dem Titel 638 Ways to Kill Castro (2006) dargestellt, der auf Channel 4 im britischen öffentlich-rechtlichen Fernsehens ausgestrahlt wurde. Einer dieser Versuche wurde von seiner deutsch-amerikanischen Ex-Geliebten Marita Lorenz unternommen, die er 1959 kennengelernt hatte. Sie erklärte sich bereit, der CIA zu helfen, und versuchte, eine Dose Cold Cream mit Giftpillen in sein Zimmer zu schmuggeln. Als Castro von ihren Absichten erfuhr, gab er ihr Berichten zufolge eine Pistole und forderte sie auf, ihn zu töten, aber ihre Nerven versagten. Einige Komplotte zielten nicht auf Mord, sondern auf Rufmord ab; sie beinhalteten beispielsweise die Verwendung von Thalliumsalzen, um Castros berühmten Bart zu zerstören, oder sein Radiostudio mit LSD zu versetzen, um ihn während der Sendung zu verwirren und damit sein öffentliches Image zu schädigen.
Wenn Castro ins Ausland reiste, arbeitete die CIA bei einigen der schwerwiegenderen Attentatsversuche mit Exilkubanern zusammen. Das letzte dokumentierte Attentat auf Castro fand im Jahr 2000 statt, als 90 kg Sprengstoff unter einem Podium in Panama platziert wurden, wo er eine Rede halten sollte. Castros persönliches Sicherheitsteam entdeckte den Sprengstoff, bevor er ankam. Castro sagte einmal in Bezug auf die zahlreichen Attentate, die seiner Meinung nach auf ihn verübt worden waren: „Wenn das Überleben von Attentatsversuchen eine olympische Disziplin wäre, würde ich die Goldmedaille gewinnen.“
Die CIA erwog 1962 einen Plan namens „Operation Bounty“, bei dem Flugblätter über Kuba abgeworfen werden sollten, in denen der kubanischen Bevölkerung finanzielle Belohnungen für die Ermordung verschiedener Personen angeboten wurden, darunter 5.000 bis 20.000 Dollar für Informanten, 57.000 Dollar für Abteilungsleiter, 97.000 Dollar für in Kuba operierende ausländische Kommunisten, bis zu eine Million Dollar für Mitglieder der kubanischen Regierung und nur 0,02 Dollar für Castro selbst, was ihn in den Augen der kubanischen Bevölkerung „verunglimpfen“ sollte. Das streng geheime Dokument, das den Plan enthüllte, der nie in die Tat umgesetzt wurde, war eines von 2.800 Dokumenten im Zusammenhang mit der bundesstaatlichen Untersuchung des Kennedy-Attentats, die wie geplant im Oktober 2017 freigegeben wurden.
Der Church-Ausschuss verwarf politische Morde als Mittel der Außenpolitik und erklärte, sie seien „unvereinbar mit den amerikanischen Prinzipien, der internationalen Ordnung und der Moral“. Er empfahl dem Kongress, die Ausarbeitung eines Gesetzes zur Abschaffung solcher oder ähnlicher Praktiken in Erwägung zu ziehen, das jedoch nie eingeführt wurde. 1976 unterzeichnete Präsident Gerald Ford die Executive Order 11905, in der es hieß: „Kein Angestellter der Regierung der Vereinigten Staaten darf sich an politischen Attentaten beteiligen oder sich mit ihnen verschwören“.